# Thierry Paulin
Pour les articles homonymes, voir Paulin.
Thierry Paulin, né le 28 novembre 1963 à Fort-de-France en Martinique et mort le 16 avril 1989 à la prison de Fresnes dans le Val-de-Marne est un présumé tueur en série français. 
Surnommé le « tueur de vieilles dames » et le « monstre de Montmartre », il avoue en 1987 les meurtres de 21 personnes commis à Paris par étranglement ou étouffement tandis que la justice lui en a attribué 18. Il meurt du sida avant son jugement. 

## Biographie
Paulin est né à Fort-de-France en Martinique. Enfant métis non désiré de Guy « Gaby » Paulin, maçon et de Rose-Hélène « Monette » Larcher 16 ans, alors amants. Son père le reconnaît, mais part pour la métropole deux jours après sa naissance, laissant la mère se débrouiller avec le bébé. Paulin est élevé dès l'âge de dix-huit mois par sa grand-mère paternelle, qui possédait le restaurant le Maman-Jojo sur la plage de L'Anse à l'Âne et qui prêtait peu d'attention à son petit-fils. Pendant ce temps, sa mère se marie et a cinq enfants. Quand il a 10 ans, sa mère le reprend, il a beaucoup de mal à s'intégrer à ses demi-frères et demi-sœurs. À partir de ce moment, son comportement devient erratique et violent envers les autres enfants à l'école, se révélant dissimulateur. Sa mère reprend contact avec son père biologique, qui vit à Toulouse au Mirail, il est marié et a deux enfants. Elle lui réclame la pension alimentaire, il refuse et emmène son fils chez lui.
En métropole, Paulin a du mal à s'intégrer parmi ses camarades blancs et il a de grandes difficultés scolaires. Il obtient le BEPC, mais échoue au CAP de coiffure, et au CAP de mécanique et électricité-auto. À 17 ans, il décide de devancer l'appel du service militaire : il rejoint le 14e régiment parachutiste de commandement et de soutien (14e RPCS) où il est affecté au salon de coiffure ; cependant, les autres soldats le rejettent du fait qu'il est métis et homosexuel.

### Les faits et l'enquête

#### Premier délit et condamnation
Le 14 novembre 1982, rue Ledru-Rollin à Toulouse alors qu'il est en permission, il dévalise une femme de 75 ans dans son épicerie, la menaçant avec un couteau. Malgré son foulard, il est reconnu par l'épicière et est vite arrêté pour ce vol de 1 400 francs. Il est écroué, mais relâché dix jours plus tard. 
Le 7 juin 1983, il est condamné à deux ans de prison avec sursis pour vol avec violence, mais sa peine ne figurera pas dans son casier judiciaire. Paulin est libre, mais il est exclu de son régiment et affecté à l’école des fusiliers marins à Lorient d'où il est renvoyé, puis à la base aéronavale de Toussus-le-Noble en région parisienne où il est chargé de la tonte des pelouses.
Début 1984, Paulin apprend que sa mère et sa famille viennent d'emménager à Nanterre, dans les Hauts-de-Seine. Il part habiter chez eux, mais leurs relations sont difficiles.
Paulin devient serveur au Paradis latin, cabaret parisien renommé, entre-autres, pour ses spectacles de travestis. Il y rencontre un autre serveur, Jean-Thierry Mathurin, alors âgé de 18 ans. Mathurin, né en Guyane, est toxicomane et se prostitue. Paulin est toxicomane lui aussi, mais moins sévèrement que Mathurin. Ils tombent amoureux et deviennent amants. Paulin commence une carrière d'artiste au Rocambole, boîte de nuit de Villecresnes, dans le Val-de-Marne, s'habillant en drag queen en chantant les morceaux de son artiste préférée, Eartha Kitt. Un soir, sa mère est invitée à venir voir le spectacle de son fils. Elle quitte le club précipitamment, en larmes, quelques secondes après le début du spectacle. Il la rejoint peu après et lui confirme ce qu'elle vient de comprendre, il est homosexuel. La mère de Paulin le chasse de chez elle, car il l'a menacée avec un couteau et a frappé au ventre sa demi-sœur enceinte alors qu'elle tente de s'interposer. Il s'installe avec Mathurin dans un hôtel rue Victor-Massé, dans le 9e. À l'automne 1984, Paulin et Mathurin sont renvoyés du Paradis latin, à la suite d'une violente scène de jalousie de Paulin, au cours de laquelle il menace de mort Mathurin, et casse du mobilier et de la vaisselle. Paulin se lance dans le trafic de stupéfiants.

#### Première vague de meurtres
Le 5 octobre 1984, deux femmes âgées sont agressées à Paris. Germaine Petitot, 91 ans, survit mais le traumatisme subi l'empêche de se souvenir des détails ou la description de ses agresseurs. Anna Barbier-Ponthus meurt après avoir été battue et asphyxiée par un oreiller. Ses assassins lui dérobent 300 francs (45 euros).
Du 5 octobre au 12 novembre 1984, huit femmes âgées sont agressées et assassinées à leur domicile, dans le 18e. La violence des crimes est horrible, les victimes ont leur tête glissée dans un sac plastique, battues à mort et certaines ont été forcées de boire des détergents. Dans toutes ces affaires, les motivations de ces meurtres sont toutes crapuleuses (vol de bijoux et d'argent). Des enquêtes rapportèrent que Paulin engageait des conversations avec les femmes qui lui semblaient les plus laides et inamicales et il choisissait les plus fragiles. L'un des meurtres attire l'attention de l'inspecteur Bernard Laithier. L'un des meurtriers avait fait boire un liquide à base de soude caustique, à l'une des victimes, découverte le 9 novembre 1984. Il emmène le bidon de liquide à son bureau, pour s'en servir lors de l'arrestation des deux tueurs.
Au même moment, Paulin et Mathurin mènent un style de vie complètement extravagant, passant leurs nuits en discothèque, buvant du champagne et sniffant de la cocaïne. Fin novembre 1984, ils décident de partir pour Toulouse quelques mois chez le père de Paulin. Mais son père n'accepte pas l'homosexualité de son fils : s'ensuivent de violentes disputes, mettant fin à l'idylle de Paulin et Mathurin. Ce dernier retourne à Paris, mais Paulin, quant à lui, tente de monter sa propre entreprise de spectacles de travestis. Mais cela se solde par un échec, à l'automne 1985.

#### Deuxième vague de meurtres
Entre le 20 décembre 1985 et le 14 juin 1986, huit autres femmes âgées sont assassinées et détroussées à leurs domiciles. La police est incapable d'identifier le tueur, bien que les enquêteurs aient quelques pistes. La police arrive à faire le lien, grâce à une empreinte digitale, entre l'agresseur et les meurtres de l'automne 1984.

#### Arrestation et incarcération
À l'été 1986, à Alfortville, Paulin agresse un de ses trafiquants de cocaïne. Il le menace avec un pistolet d'alarme puis le frappe à coup de batte de baseball. Le dealer porte plainte. Paulin est arrêté le 5 août 1986, puis écroué. 
Il est condamné en janvier 1987 à 16 mois de prison, une peine qu'il effectue à la prison de Fresnes. Après sa libération, le 1er septembre 1987, il apprend qu'il a contracté le virus du sida,.

#### Derniers meurtres, dernières fêtes et arrestation
Se sachant condamné à court terme par sa maladie, Paulin profite de la vie en organisant de gigantesques fêtes, dépense beaucoup d'argent. Paulin paye ses fêtes avec des cartes de crédit et chèques volés provenant de ses victimes.
Le 25 novembre 1987, la série reprend avec le meurtre de Rachel Cohen, 79 ans. Le même jour, il s'attaque à Berthe Finalteri, qui suffoque et qui est laissée pour morte. Le 27 novembre, il étrangle Geneviève Germond qui sera sa dernière victime présumée. Berthe Finalteri, qui s'était évanouie, survit. Sur la base de son témoignage et de celui d'un voisin ayant croisé Thierry Paulin dans les escaliers, la police fait un portrait-robot de l'agresseur. Il ressemble à un métis d'1,80 mètre d'une vingtaine d'années coiffé à la Carl Lewis, au nez épaté et aux cheveux crépus décolorés en blond, une boucle à l'oreille gauche.
Le 28 novembre 1987, le portrait-robot est diffusé dans Paris. Le soir même, Thierry Paulin invite une trentaine de personnes, dont son avocat, dans un restaurant des Halles, le Tourtour, à l'occasion de ses 24 ans. La fête dure jusqu'à 3 h du matin. Le coût de la soirée de Paulin s'élève à 14 500 francs,  financé à l'aide de l'argent de ses dernières victimes.
Le 29 novembre 1987 au soir, il invite une vingtaine de personnes dans un restaurant de Pigalle.
Le 30 novembre 1987 au soir, il organise sa dernière fête dans une boîte de nuit, avec des diplomates africains. C'est sa dernière soirée en liberté.

### Identification, arrestation et incarcération
Grâce à ces indications transmises à toutes les équipes de police, un commissaire, Francis Jacob, interpelle le suspect, rencontré par hasard rue de Chabrol le 1er décembre 1987  (48° 52′ 37″ N, 2° 21′ 08″ E) le 1er décembre 1987 dans le 10e arrondissement de Paris.
Une fois arrêté, il avoue le meurtre de 21 personnes à l'issue de deux jours de garde à vue ; de l'avis des policiers qui enquêtent sur ses meurtres depuis trois ans, comme des magistrats chargés du dossier, le nombre de ses victimes présumées s'élève probablement à une trentaine.
À la première nuit tombée, l'inspecteur Bernard Laithier sort le liquide à base de soude caustique, que l'un des tueurs avait fait boire à une victime, trois ans plus tôt. Quand Bernard Laither lui demande sévèrement : « Et ça ! Qui c'est ! », Paulin se défend en disant « C'est pas moi ! ». L'inspecteur Laither lui répète à nouveau la question. Acculé, Paulin finit par dénoncer son complice, Jean-Thierry Mathurin.
Le 2 décembre 1987, au petit matin, Jean-Thierry Mathurin est arrêté à son domicile. Il habite alors avec un travesti du Paradis Latin. Lui qui s'était depuis rangé, est rattrapé par ses crimes, commis à l'automne 1984. Il avoue sa complicité pour les huit premiers meurtres. 
Le 4 décembre 1987, Thierry Paulin, 24 ans, est inculpé pour 18 assassinats, car trois ne concordent pas avec les informations de la police. Et Jean-Thierry Mathurin, 22 ans, est inculpé pour 8 assassinats.
Les empreintes digitales de Paulin avaient été archivées par la police de Toulouse dès 1982. Les autorités se rendent compte après l'arrestation de Paulin qu'il aurait pu être identifié et interpellé beaucoup plus tôt, et que de nombreuses victimes auraient pu être épargnées s'il avait existé un fichier central regroupant toutes les empreintes digitales traitées de manière informatique. Cette affaire contribuera à la création du Fichier automatisé des empreintes digitales (FAED).

### Mort en prison
Début 1988, le corps de Thierry Paulin commence à succomber aux effets de la maladie. Après une année d'hospitalisation dans une chambre de l'hôpital Bichat dans un état de quasi-paralysie, il meurt des suites du sida à la prison de Fresnes, le 16 avril 1989, avant de pouvoir être jugé.

## Liste des victimes connues
| Date de découverte | Date des faits   | Identité               | Nom d'épouse | Âge | Arrondissement | Lieu                         |
| ------------------ | ---------------- | ---------------------- | ------------ | --- | -------------- | ---------------------------- |
| 5 octobre 1984     | 5 octobre 1984   | Germaine Petitot       | Michel       | 91  | 18e            | 43 rue Lepic                 |
| 5 octobre 1984     | 5 octobre 1984   | Anna Ponthus           | Barbier      | 83  | 9e             | 10 rue Saulnier              |
| 9 octobre 1984     | 9 octobre 1984   | Suzanne Foucault       | -            | 89  | 18e            | 10 rue Nicolet               |
| 5 novembre 1984    | 3 novembre 1984  | Ioana Seicaresco       | -            | 71  | 18e            | 60 boulevard de Clichy       |
| 7 novembre 1984    | 7 novembre 1984  | Alice Partouche        | Benaïm       | 84  | 18e            | 15 rue Marc-Séguin           |
| 8 novembre 1984    | 8 novembre 1984  | Marie Choy             | -            | 80  | 18e            | 7 rue Pajol                  |
| 9 novembre 1984    | 9 novembre 1984  | Maria Cifre-Valle      | Mico-Diaz    | 75  | 18e            | 27 rue des Trois-Frères      |
| 12 novembre 1984   | 6 novembre 1984  | Jeanne Lorent          | Louis        | 82  | 18e            | 7 rue Armand-Gauthier        |
| 12 novembre 1984   | 4 novembre 1984  | Paule Victor           | -            | 77  | 17e            | 8 rue Jacques-Kellner        |
| 20 décembre 1985   | 20 décembre 1985 | Estelle Billet Donjoux |              | 91  | 14e            | 14 rue Lacaze                |
| 6 janvier 1986     | 6 janvier 1986   | Andrée Gescoffe        | Ladam        | 77  | 14e            | 12 rue Baillou               |
| 9 janvier 1986     | 9 janvier 1986   | Yvonne Couronne        |              | 83  | 14e            | 8 bis rue Sarrette           |
| 12 janvier 1986    | 12 janvier 1986  | Marjem Jurblum         |              | 81  | 11e            | 7 rue Pelée                  |
| 12 janvier 1986    | 9 janvier 1986   | Françoise Vendôme      |              | 83  | 12e            | rue de Charenton             |
| 15 janvier 1986    | 15 janvier 1986  | Yvonne Schaiblé        | -            | 77  | 5e             | 18/20 rue Censier            |
| 3 février 1986     | 31 janvier 1986  | Virginie Dégardin      | Labrette     | 76  | 12e            | 25 rue de Wattignies         |
| 14 juin 1986       | 14 juin 1986     | Ludmila Liebermann     | Lamont       | 85  | 14e            | 61 avenue du Général-Leclerc |
| 25 novembre 1987   | 25 novembre 1987 | Rachel Cohen           |              | 79  | 10e            | rue du Château-d'Eau         |
| 25 novembre 1987   | 25 novembre 1987 | Berthe Finaltéri       |              | 87  | 10e            | rue d'Alsace                 |
| 27 novembre 1987   | 27 novembre 1987 | Geneviève Germond      |              | 73  | 10e            | 22 rue Cail                  |

## Procès et condamnation de son complice
Le 20 décembre 1991, Jean-Thierry Mathurin est condamné à la réclusion criminelle à perpétuité assortie d'une peine de sûreté de 18 ans pour sa complicité dans les sept premiers meurtres et la première tentative de meurtre. 
Il est placé en semi-liberté le 26 janvier 2009, pour une durée de trois ans. Il est en liberté conditionnelle depuis le 26 janvier 2012.

## Sources

### Filmographie
L'affaire a en partie inspiré Claire Denis pour son film J'ai pas sommeil, sorti en 1994.

### Documentaires télévisés
- « Thierry Paulin, le tueur de vieilles dames » le 1er juillet 2004 dans Faites entrer l'accusé présenté par Christophe Hondelatte sur France 2.
- « Thierry Paulin, le tueur de vieilles dames » le 6 décembre 2009 dans Affaires criminelles sur NT1.
- « Affaire Thierry Paulin » (premier reportage) le 19 septembre 2015 dans Chroniques criminelles sur NT1.
- « Le tueur de vieilles dames » (deuxième reportage) de la « Spéciale : ils ont fait trembler Paris » le 25 avril 2016 dans Crimes sur NRJ 12.
- « Thierry Paulin : le tueur de vieilles dames » dans Portraits de criminels sur RMC Story et sur RMC Découverte.
- « Affaire Thierry Paulin, le tueur et les vieilles dames » dans Au bout de l'enquête, la fin du crime parfait ? le 2 avril 2022 sur France 2.

### Émissions radiophoniques
- « Thierry Paulin, le tueur de vieilles dames » le 3 octobre 2014 dans L'Heure du crime de Jacques Pradel sur RTL.
- « Thierry Paulin : courtisan la nuit, assassin le jour » le 5 octobre 2015 dans Affaires Sensibles de Fabrice Drouelle sur France Inter.
- « Thierry Paulin, le tueur de vieilles dames » le 1er décembre 2016 dans Hondelatte raconte de Christophe Hondelatte sur Europe 1.
- « Cerno, l'anti-enquête », podcast de Julien Cernobori.